# Bohoduchivský rajón
Bohoduchivský rajón (ukrajinsky Богодухівський район) je rajón v Charkovské oblasti na Ukrajině. Hlavním městem je Bohoduchiv a rajón má přibližně 128 tisíc obyvatel. 

## Města v rajónu
- Bohoduchiv
- Valky